# 我爱露茜
《我爱露西》是一部由露西尔·鲍尔、德西·阿纳兹、薇薇安·范斯和威廉·弗拉里主演的美国电视情景喜剧。这部黑白电视连续剧于1951年10月15日至1957年5月6日由哥伦比亚广播公司播出。在1957年首映结束后,它的修改版从1957年到1960年继续播放了三季（其中包括13集1小时特别节目）。它最初叫《露西尔·鲍尔-德西·阿纳兹秀》（The Lucille Ball-Desi Arnaz Show），在之后重播时则叫做《露西-德西喜剧一小时》（The Lucy-Desi Comedy Hour）。
《我爱露西》在播放到第四季时是美国收视率最高的电视节目,也是第一部在播放结束后登顶尼尔森评级的电视节目。《我爱露西》现在仍然在世界各地被用不同语言重播着。
这是第一个按剧本用35毫米胶片在演播室观众前拍摄的电视节目，曾五次获得艾美奖，并获得多次提名。在2002年它被美国《电视指南》评为有史以来第二优秀的电视连续剧（《度蜜月者》（Honeymooners）之后，《宋飞传》（Seinfeld）之前）。在2007年被《时代》杂志评为“100部最佳的电视节目”之一。在首映60多年后的今天，《我爱露西》仍广受欢迎,每年都有4000万美国人观看它。

## 相关评价
美国的《电视指南》在当时写到露西这个电视角色时，说她有一张“要比任何一个曾经和正在真实地生活在这个世界上的人都更多和更频繁地被观看的脸”。
“在美国CBS纽约总部大楼旁是美国广播电视博物馆……它是唯一对公众开放的电视博物馆。我每次在那里查阅资料或者看节目时，即使带上耳机也能听到人哈哈大笑，这在遵守公德的美国非常罕见。工作人员告诉我，他们看的都是《我爱露西》。
……当生活中的露西怀孕时，编剧将此安排进故事情节，因此所有在1953年看过电视的人都会告诉你，演员露西尔生了一个孩子，并且在《我爱露西》播出。孩子出生的消息甚至被刊登在许多报纸的头版上，与艾森豪威尔宣誓称为美国总统的消息放在一起。”（陆生《走进美国电视》复旦大学出版社2007年第1版，p18.）

## 社会背景
1. 《我爱露西》的播出时间（1951-1957）大部分处在艾森豪威尔总统任期内（1953-1961），彼时的美国赢得了第二次世界大战，在朝鲜的军事行动基本停止（尽管完全停战要到1953年），越战尚未爆发，1953年艾森豪威尔上台后采取国务卿杜勒斯的建议，实行“战争边缘”政策，即不直接卷入战争而实行武力威吓，从而使“冷战”获得了一个相对缓和的局面（陈静瑜《美国史》，三民书局2007年第一版，P398）。虽然在外面对国际共产主义运动的威胁，在内则有“麦卡锡主义（1950-1954）”的反共浪潮肆虐，总体说来国内国际环境基本稳定。在相对和平的情况下，人们更有心情去欣赏的电视剧。
2. 经过第二次世界大战中的养精蓄锐的积累和抓住时机发展军工以及战后与西欧的经济合作，1950年代的美国经济发展迅速，国名生产总值从1950年的2850亿美元攀升到1960年的5000亿美元。（四川大学出版社《美国史纲要》1992年第一版P444）. 综合国力进一步增强，人民生活水平进一步提升。人们也因财富的增长而获得了更多的闲暇时间，周人均工作时间由1940年的44小时减为41小时，选择休假、旅游的人增多，更多的人们注重个人小家庭的生活享受。（同上《美国史》P399）在这种情况下，以家庭生活为主题的《我爱露西》无疑能获得极大的市场。
3. 电视产业的发展为《我爱露西》的受欢迎创造了物质基础。拥有电视的家庭从1950年的400万户发展为1960年的4600万户，超过90%的家庭至少拥有一台电视机。（同上《美国史》P436）。
4. 1950年代的美国社会文化氛围非常自由宽松，“垮掉的一代”追求个人主义的标新立异，他们大多数是诗人艺人与画家，理智与反叛社会约束，追求自由乃至于放荡不羁。美国流行文化史上最受欢迎的两个人物——猫王与玛丽莲·梦露也流行于这个时期。（同上《美国史》P412-413）

## 剧组

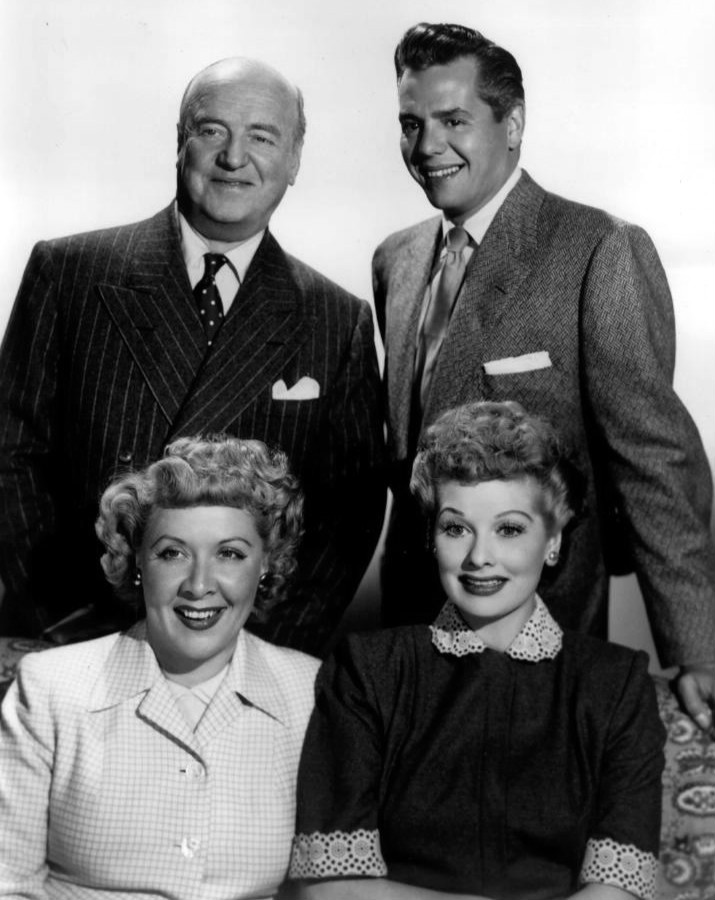
主要演员 左起站立者：威廉·弗拉里，德西·阿纳兹, 坐者： 薇薇安·范斯和露西尔·鲍尔.

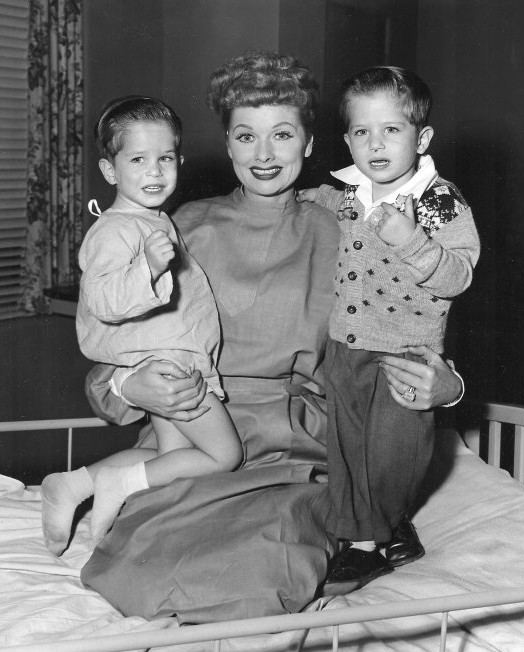
麦克（左）和乔·梅尔都饰演了幼儿时期的小里奇.

### 演职人员表
露西尔·鲍尔 饰演 露西尔（露西）·爱丝梅拉达·麦吉利卡迪·里卡多(Lucille（Lucy）Esmeralda McGillicuddy Ricardo)
德西·阿纳兹 饰演 安利柯·阿尔伯特·里卡多(Enrique Alberto Ricardo)
薇薇安·范斯 饰演 爱瑟儿·梅·露意丝·波特·默茨(Ethel Mae Roberta Louise Potter Mertz)
威廉·弗拉里 饰演 弗里德·霍巴特·艾迪·默茨(Frederick Hobart Edie Mertz)
基斯·希伯杜克斯(Keith Thibodeaux)饰演小里奇(Little Ricky)
凯瑟琳·卡德(Kathryn Card)饰演麦吉利卡迪夫人(Mrs. McGillicuddy)— 露西的母亲
玛丽·简·克罗夫特(Mary Jane Croft)饰演露西在学校时的朋友，社交名媛辛西娅夏(Cynthia Harcourt) (露西嫉妒她), 比格斯比(Evelyn Bigsby )(从欧洲归来)，之后还饰演了露西在康涅狄格的邻居贝蒂·拉姆茜(Betty Ramsey)
杰瑞·豪斯纳(Jerry Hausner)饰演 本人
鲍伯·杰里森(Bob Jellison)饰演 波比Bobby
多丽丝·辛格顿(Doris Singleton)饰演 卡洛琳·阿普尔比(Carolyn Appleby)
雪莉·米歇尔(Shirley Mitchell)饰演 玛丽恩·斯特朗(Marion Strong)
伊利莎白·帕特森（Elizabeth Patterson）饰演 玛蒂尔达·特朗布尔夫人（Mrs. Matilda Trumbul）
迈克尔Micheal和约瑟夫·迈耶Joseph Mayer 饰演 幼儿时期的里奇·里卡多
理查德(Richard)和罗纳德·李·西蒙斯(Ronald Lee Simmons)饰演婴儿时期的里奇·里卡多.
查尔斯·莱恩(Charles Lane)饰演不同角色
迪克·里维斯(Dick Reeves)饰演不同角色
芭芭拉·贝培(Barbara Pepper0饰演不同角色
鲍伯·史密斯(Bob Smith)饰演不同角色
弗兰克·尼尔森(Frank Nelson)饰演拉尔夫·拉姆西(Ralph Ramsey)及其他不同角色
原计划是由《我最爱的丈夫》（My Favorite Husband）的主演盖尔·戈登（Gale Gordon）和碧·贝纳德雷（Bea Benaderet）出演弗里德和爱瑟儿, 然而两人均由档期问题无法参加。戈登在三集中客串出演了里奇的上司利特菲尔德先生, 在另两集及之后一小时长的特辑中扮演了一个民事法庭的法官。戈登在传统无线电广播时期是一位经验丰富的老戏骨，他在《片子麦基》（Fibber McGee）、《莫莉》（Molly）和《我们的布鲁克斯小姐》（Our Miss Brooks）完美演绎了易怒的角色。他和鲍尔联袂出演所有的《我爱露西》后续剧(包括《露西秀》（the Lucy show）, 《这是露西》（Here's Lucy）以及 《和露西在一起的日子》（Life with Lucy）).贝纳德雷在一集中客串了老刘易斯太太（elderly Miss Lewis）——里卡多夫妇的邻居.
芭芭拉·贝培(Barbara Pepper)也曾被列为爱瑟儿的候选演员, 她和鲍尔的友谊始于拍摄电影《罗马绯闻》（Roman Scandal）时，两人均在片中扮演高德温女孩(Goldwyn Girls)。但是贝培在她的丈夫过世后酗酒成性，不过她还是时常少量出镜。
许多角色的按露西尔·鲍尔的家人或朋友名字命名。例如玛丽恩·斯特朗)(Marion Strong)是她在纽约时的挚友，两人还做过一段时间的室友；莉莲·阿普尔比(Lillian Appleby)是露西在一部业余舞台作品的指导老师；鲍林·罗普斯(Pauline Lopus)是她幼时玩伴；弗里德(Fred)是她哥哥和祖父的名字。露西和德西有过个一个叫安德鲁·希科克斯(Andrew Hickox)的业务经理, 因此在第四季第一集“业务经理”中，露西和里奇雇了一个叫做希科克斯先生的人。

### 制作团队
导演:马克·丹尼尔斯(Marc Daniels) (1951-1953，共33集); 威廉·艾舍(William Asher) (1952-1957，共101集); 詹姆斯·克恩(James V. Kern) (1955-1957，共39集)
制片人: 杰斯·奥本海默 (1951-1956，共153 集); 德西·阿纳兹 (监制：1952-1956，共124集；制片：1956-1957，共26集)
编剧: 曼德琳·普·戴维斯（Madelyn Pugh Davis）, 鲍伯·卡罗尔（Bob Carroll, Jr） (全季，包括《露西-德西喜剧一小时》), 杰斯·奥本海默 (1–5季), 鲍伯·席勒（Bob Schiller）, 鲍伯·韦斯科普夫（Bob Weiskopf） (5–6季及《露西-德西喜剧一小时》)
音乐原创: 威尔伯·哈奇（Wilbur Hatch） (1951-1954，共33集); 艾略特·丹尼尔（Eliot Daniel） (1952-1957，共135集); 马可·里佐（Marco Rizo） (1951–1957年)
摄影: 卡尔·弗洛伊德 （Karl Freund）(1951-1956，共149集)
服装设计:伊露丝·詹森（Elois Jenssen）(1953-1955，共57集)
剪辑:丹·卡恩（Dann Cahn）, 巴蒂·莫林（Bud Molin）

## 背景和发展
露西尔·鲍尔于1933年来到好莱坞发展，那时正作为以为纽约名模风靡一时的她，刚刚被萨姆·高德温（Sam Goldwyn）选为十六位高德温女孩之一，在《罗马丑闻》中与影视演员艾迪·坎托联合主演。工作热情而努力的鲍尔曾在高德温演播室（Samuel Goldwyn Studio）和哥伦比亚影视（Columbia Pictures）短暂从事过影视工作，然后才最终来到雷电华电影公司（RKO Radio Pictures）。在雷电华鲍尔才算是拥有了一份稳定的影视工作，一开始只是一些小配角，后来通过努力最终得以在一些故事片中获得联合主演的戏份，还主演了一些二级影片，由此得到了“二级影后”的称号。在雷电华工作期间，鲍尔因出演各种其他大部分女演员都竭力避免的动作喜剧和绝技表演而闻名，这使她的职业一直保持着稳定。1940年，露西遇见了德西·阿纳兹，一位古巴乐队领队，刚刚成功举办1939-1940百老汇演出《姑娘成群》（Too Many Girls）。雷电华那时已经买下了该次演出的电影翻拍权，并打算让鲍尔在影片中与阿纳兹出演一对情侣。二人迅速坠入爱河，并于1940年11月私奔到美国东北部的康奈迪克州。不过即使二人爱意正浓，各自的事业却使他们不得不分离。露西的影视工作把她固定在好莱坞，而德西与他乐队的夜总会协议却使他一直奔波在路上。
尽管露西一直在电影中出演角色，但她的影视事业却从来没有达到“影视演员”的高度；不过即便如此，她在影迷中仍然很受欢迎。1942年鲍尔与亨利·方达（Henry Fonda）一起主演了戴蒙·拉尼恩（Damon Runyon）导演的电影《大街》（The Big Street），其中她扮演的角色受到大众好评。这使她获得米高梅（MGM）的青睐，并签下了她的合约。在米高梅，为了满足公司在彩色电影中对她的要求，这位白肤金发碧眼的尤物将头发染成了红色。米高梅让鲍尔出演了很多电影，但直到1942年与喜剧演员瑞德·斯科尔顿（Red Skelton）合作的《淑女杜巴瑞》（DuBarry Was a Lady）才使得鲍尔的动作喜剧入足一线，并被称为“疯狂的红发女郎”。尽管如此，鲍尔那难掩的美貌与她在电影中表现的滑稽动作形成鲜明的对比；于是米高梅试图令她出演很多其他类型的电影，不过收效甚微。面对一个如此难以塑造的演员，米高梅在1946年合约期满之后拒绝了鲍尔的续签。
鲍尔成为了一名自由撰稿人，并试图涉足其他领域。在第二次世界大战前夕与期间，露西成功做客过很多广播节目，包括杰克·哈莉（Jack Haley）和凯·凯撒（Kay Kaiser）的广播。这些表现为露西博取了哥伦比亚公司的关注。1948年哥伦比亚公司邀请鲍尔主演两部正在策划中的市场半小时的情景喜剧中的一部，《我们的布鲁克斯小姐》和《我最爱的丈夫》。露西选择了后者，在其中扮演利兹·库伯（Liz Cooper），一位失意挫败但诡计多端的家庭主妇。影片中她的丈夫是明尼尔伯利斯（Minneapolis）的一位银行家，最初由李·鲍曼（Lee Bowman）扮演，后来由理查德·登宁（Richard Denning）接任。《我最爱的丈夫》依据小说《库伯夫妇》改编而成，由杰斯·奥本海默担任制片人和编剧，外加曼德琳·普（Madelyn Pugh）和鲍伯·卡罗尔（Bob Carroll Jr.）抄录。经由通用食品公司（General Foods）赞助，1948年7月23日首次公演之后，《我最爱的丈夫》在哥伦比亚电视频道一炮而红。在这个广播节目播出过程中，露西又在两个故事片中与鲍伯·霍普（Bob Hope）合作演出，分别是1949年的《悲伤的琼斯》(Sorrowful Jones)和1950年的《娘娘腔》(Fancy Pants)。这两部影片都取得了极大的成功，更深一步奠定了鲍尔的一流喜剧演员的大腕地位，更体现了她在观众之中经久不衰的关注度，使得哥伦比亚广播公司进一步挖掘她的表演水平。
1950年，哥伦比亚公司打算把《我最爱的丈夫》搬上电视荧屏，并邀请鲍尔与理查德·登宁联袂主演。而认为这是一个与德西合作的绝佳机会，这样不仅能够把他们二人都留在好莱坞，而且也许还可以挽救他们当时已经摇摇欲坠的婚姻。露西坚持要德西扮演剧中她的丈夫一角，这让哥伦比亚公司很是恼火；他们并不情愿这样安排，因为德西是一个古巴人。公司高管们坚称观众不可能相信一段纯美国女孩与拉丁男人之间的婚姻。为了证明哥伦比亚公司是错的，夫妻二人共同排演了一段由卡罗尔(Caroll)和普(Pugh)编写的轻歌舞剧，并同阿纳兹的乐队一起四处演出。这次表演相当成功。哥伦比亚的高管哈利·阿克曼(Harry Ackerman)开始认同鲍尔-阿纳兹二人组合将会是一次值得一试的冒险尝试。与同时，竞争对手美国全国广播公司（NBC），美国广播公司（ABC）以及杜蒙(DuMont)都表现出了对鲍尔-阿纳兹系列的浓厚兴趣，如此情况下阿克曼极力促成哥伦比亚公司与这对撘档的签约。试播节目于1951年3月在好莱坞拍摄，此时恰好露西的第一次怀孕，同时《我最爱的丈夫》正好又播完了。鲍尔和阿纳兹任用广播团队奥本海默，普和卡罗尔来进行电视剧《我爱露西》的创作。哥伦比亚向很多广告赞助商展示了这个试播节目，不过一开始并没有取得很好的效果。后来哥伦比亚将电视剧卖给了弥尔顿·比(Milton Biow)，因为他能够说服他们的客户烟草巨头菲利普·莫里斯公司(Philip Morris)提供赞助。

## 制作过程
1951年春夏季节，《我爱露西》开始进入制作环节。奥本海默，普和戴维斯的工作开始微调节目的引入部分并写作其第一部分脚本。这一过程中三人并感觉不费力，因为《我最爱的丈夫》为其改编电视剧提供了丰富的故事情节。
此外，剧组全体演职人员都被分好组。德西·阿纳兹保留了他的乐队，负责节目的背景与过渡音乐。阿纳兹的童年好友马可·里佐(Marco Rizo)为节目配置音乐并负责钢琴演奏部分；而威尔伯·哈奇则负责指挥乐队。不过，在菲利普·莫里斯公司(Philip Morris)签约决定赞助这个节目之后，两个可能会最终改变《我爱露西》命运的问题出现了。
露西和德西最初决定这个节目每两周播放一次，就像《乔治·彭斯-格雷西·艾伦秀》(The George Burns and Gracie Allen Show)一样，而菲利普·莫里斯公司却坚持每周一次，从而减少露西在参演电视节目的同时还继续其电影事业的可能性。还有一个问题在于菲利普·莫里斯公司能够在纽约创作，而不是好莱坞。当时的的大部分电视剧都产自纽约，并且面向东部和中西部的观众。

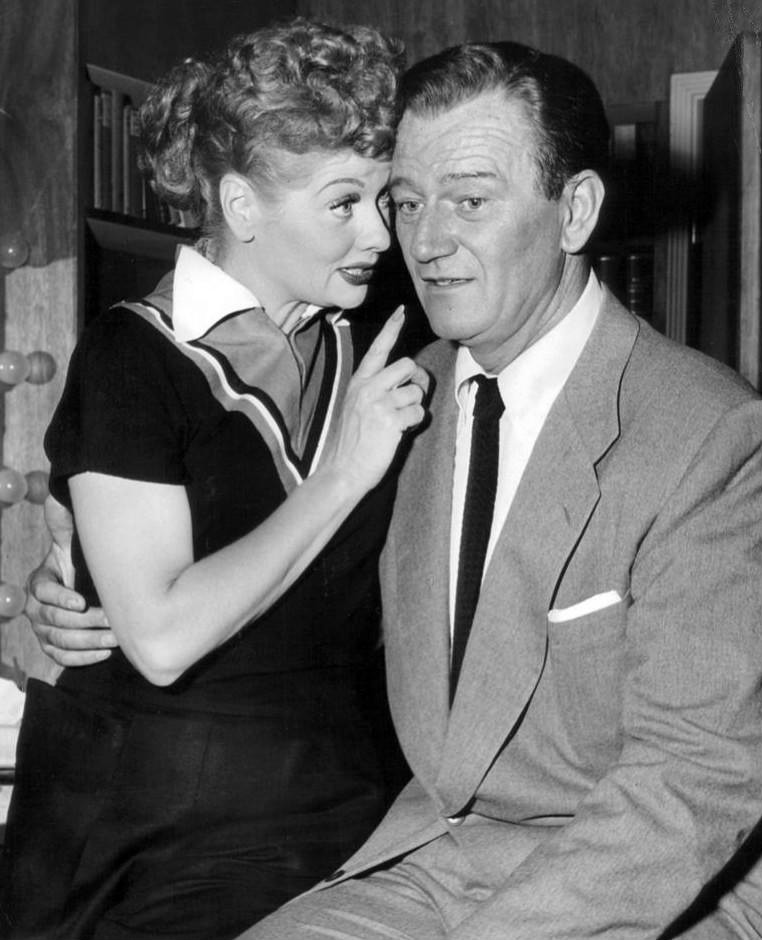
与约翰·韦恩(John Wayne)在一起的剧照

居住在西海岸的观众只能通过低质显像管观看直播节目，电视图像通过35毫米或16毫米的胶片摄像机实现有线电视监控。那时录像带尚未开发（直到50年代中期才出现），显像管是能够把直播节目传达到西海岸电视市场的唯一可行且负担得起的传送工具。更为复杂的是，由于在1951年并没有东西两海岸的有线系统，显像管并不能够即时重播。节目必须被送到好莱坞，这使得西海岸的上映时间推迟了近一个星期。而对于那些本就在好莱坞创作的节目，例如《乔治·彭斯和格雷西·艾伦秀》(Burns and Allen)，操作过程却恰好相反，于是模糊的显像管东部观众们看这些节目唯一工具。包括菲利普·莫里斯公司在内的大部分赞助商都认为这根本不可取，因为那时大多数电视观众都居住在密西西比的东部。顾虑到第一个孩子即将诞生，露西和德西都坚持要继续留在好莱坞用胶片拍摄节目，而一些好莱坞影片已经开始那样做了。哥伦比亚公司和菲利普·莫里斯公司最初对这个想法犹豫不决，因为在拍摄过程中会提高成本。最终夫妻二人不得不同意每周削减1000美金的片酬来弥补额外的开销，哥伦比亚公司和菲利普·莫里斯公司才勉强同意。作为交换条件，露西和德西获得了《我爱露西》电影的多数所有权。不过用胶片录制节目就要求露西和德西两人自己负责节目制作。协议规定任何一个在电影制片厂里录制的电影都必须使用该场的工作人员。哥伦比亚的员工是电视或广播工作人员，因此只能归入不同的协议。因此阿纳兹改组了他创建的公司来管理乐队的演出，并作为《我爱露西》的制作商。公司的名字取作德西露，源自他们在加利福尼亚州查茨沃斯(Chatsworth, California)的大农场。
虽然一些电视剧已经在好莱坞拍摄，其中大部分都采用单摄像机格式并添加观众的笑声反应以增强其喜剧效果，但是阿纳兹和杰斯·奥本海默都觉得露西应该在观众面前展示广播中所展现的搞笑天赋。创造一个能容纳观众的电影制片厂的想法在当时看来很新潮，因为消防法规很难让观众进入电影制片厂。不过阿纳兹和奥本海默很幸运，他们找到了经费资助，好莱坞内拉斯帕尔玛斯大道（Las Palmas Avenue）的万能演播室（General Service Studios）。演播室的老板吉米·纳赛尔（Jimmy Nasser）很乐于帮助德西露公司，在哥伦比亚公司的财务支持下，他还允许他们重建他的两个工作室，这样他们就可以即容纳观众又不违反当地的消防法规。
另一部分拍摄即将开始时，他们决定要用三台35毫米的相机同时拍摄。这种观念已经被拉尔夫·爱德华兹（Ralph Edwards）在拍摄游戏竞赛节目《实话或者后果》（Truth or Consequences）的时候应用，随后为了节省费用阿莫斯·安迪（Amos’n’Andy）也采用这种方式，不过阿莫斯·安迪没有用到观众。德西露雇佣了爱德华的助手阿尔·西蒙（Al Simon）来帮忙完善电视剧中的新技术。这个过程有利于《我爱露西》的制作，因为它免除了要求观众几次三番的观看并回应某个场景来保证必要的镜头都被成功拍摄的麻烦。多摄像机拍摄还使得场景能够顺序进行，而这对于当时的电视剧而言非同寻常。重拍极为少见，为了保持连续性也使对话错误频频出现。露西和德西请来了专业知名的拍摄技师卡尔·弗洛伊德为电视剧进行拍摄，卡尔·弗洛伊德曾凭借很多电影频获大奖，比如《大都会》 （Metropolis）(1927), 《德库拉》（Dracula） (1931)等。虽然最初弗罗因德不想参与任何与电视有关的工作，露西和德西的个人请求最终说服了弗罗因德。弗罗因德发明了一种能够均匀布光是三台摄影机拍出同质量影像效果的方法，对拍摄工作很有帮助。
如前文所提，观众对节目的反应现场直播，于是在当时的喜剧中创造一些更为真实的笑声比预先录制的笑声更被广泛应用。节目特定观众的笑声有时会在很多剧集中被听到，阿纳兹那独特的笑声也会出现在他不参演剧目的背景音效里。
尽管单相机仍然是非人前拍摄喜剧的技术选择，《我爱露西》开创性使用的三台摄像机技术使它成为大多数人前喜剧拍摄的技术标准。这一方法创造了与模糊的显像管相比之下更为清晰的拍摄品质，同时在节目第二季播出时为德西赢得了意想不到的受益。而此时露西发现自己怀孕了。不能够满足节目39集的承诺，德西和奥本海默决定重播第一集中的精彩剧集，以此减少剧集拍摄量，为露西争取产后足够的休养时间。出人意料的是，重播剧集竟创造了极高的收视率，为日后几度重播带来了极大的收益。
由鲍尔和阿纳兹共同拥有的德西露制片公司逐渐扩大规模，制作了更多电视节目。第一季和第二季中，德西露将《我爱露西》放在万能演播室拍摄，即后来的好莱坞中心（Hollywood Center）演播室。1953年，它租用了好莱坞电影中心（Motion Picture Center）并把它改名为德西露演播室，用以拍摄《我爱露西》的第三至第六季（1953-1957）。1956年之后，为了区别于其他德西露，德西露工作室被命名为德西露-卡翁加演播室（Desilu-Cahuenga Studios）。为了适应制片厂的成长与对更多摄影棚的需求，德西和露西花费过六百万美元从通用轮胎（General Tire）手中收购了雷电华电影公司，从此拥有了这家他们原本还作为协约方为之工作的公司。德西露获得了雷电华公司在好莱坞高尔街（Gower Street）和考沃尔城（Culver City）的两个工作室，还有一块名为“四十英亩（Forty Acres）”的一块土地。二人以超过四百万美元的高价卖给哥伦比亚公司了曾经看似一文不值的《我爱露西》的所有权，这样才促成了这笔交易。1962年，即他们离婚两年之后，露西买下了德西在德西露工作室的部分股权，成为了制片厂的唯一所有者。1968年她最终将德西露卖给了派拉蒙工作室的所有者格尔福和韦斯顿（Gulf and Western）。从那以后德西露-卡翁加成为一个私人制作公司。位于高尔街的雷电华-德西露工作室现在为派拉蒙所有。

## 主要人物
《我爱露西》最初设定在纽约市, 围绕露西·里卡多 (Lucy Ricardo，露西尔·鲍尔饰)和她的丈夫，乐队队长兼主唱里奇·里卡多(Ricky Ricardo，德西·阿纳兹饰)。 他们最好的朋友，房东弗里德·默茨(Fred Mertz，威廉·弗拉里饰) 和爱瑟儿·默茨(Ethel Mertz，薇薇安·范斯饰)的生活展开。在第二季中, 露西和里奇有了一个儿子叫小里奇·里卡多(Ricky Ricardo Jr.)。剧中里奇的出生时间正是是鲍尔在现实生活中剖腹产下儿子小德西·阿纳兹的时间。

### 里卡多夫妇
露西很天真,雄心勃勃,有着过分活跃的想象力，常常自找麻烦。露西以她的红头发闻名(尽管实际上播出的节目是黑白的)，她是一个思想不集中的家庭主妇，有着无人可比的把一项普通的家庭杂务变成一个彻底的、空前的灾难的能力。然而,在她的疯狂的行为、滑稽的动作背后,她渴望成名。她希望加入她丈夫的乐队以进军娱乐圈,但遭到她的丈夫拒绝。弗里德和爱瑟儿过去是杂技演员的经历增强了露西证明自己是一名合格的表演者的决心。不幸的是,她几乎没有可以迎合市场的表现技能。她甚至连用萨克斯管不走调地表演的诸如 《燃烧的虫子》（Glow Worm）之类的曲子都不行。她的表演通常会悲剧。然而,也不能说她完全没有才能, 她至少还是一个合格的舞者和一个称职的歌手。
这个节目给鲍尔提供了充足的机会展现她饰演搞怪角色和动作的超凡才能。在早期情景剧中，人物的个性发展不是重点，因此鲜有关于她以前的生活的说明。有几集提到她出生在纽约的詹姆斯敦（Jamestown, New York） (露西尔·鲍尔现实中的家乡), 后来改为西詹姆斯敦(West Jamestown)。她毕业于詹姆斯敦高中(Jamestown High School)。她结婚前的姓氏“麦吉利卡迪(McGillicuddy)”暗示了她的苏格兰血统（虽然她曾经提到她的祖母是瑞典人）。她在一次相亲中遇到了里奇。除了她愚钝的母亲偶尔出现外,她其他的家人从未出现过。她的母亲从来没有叫对过里奇的名字,甚至有一次把里奇叫成米奇·理查德森(Mickey Richardson)。 露西同时也表现出许多喜剧中传统的女性特质,包括对自己的年龄守口如瓶，对金钱粗心大意。她被描绘成一个忠实的家庭主妇以及细心的母亲。 

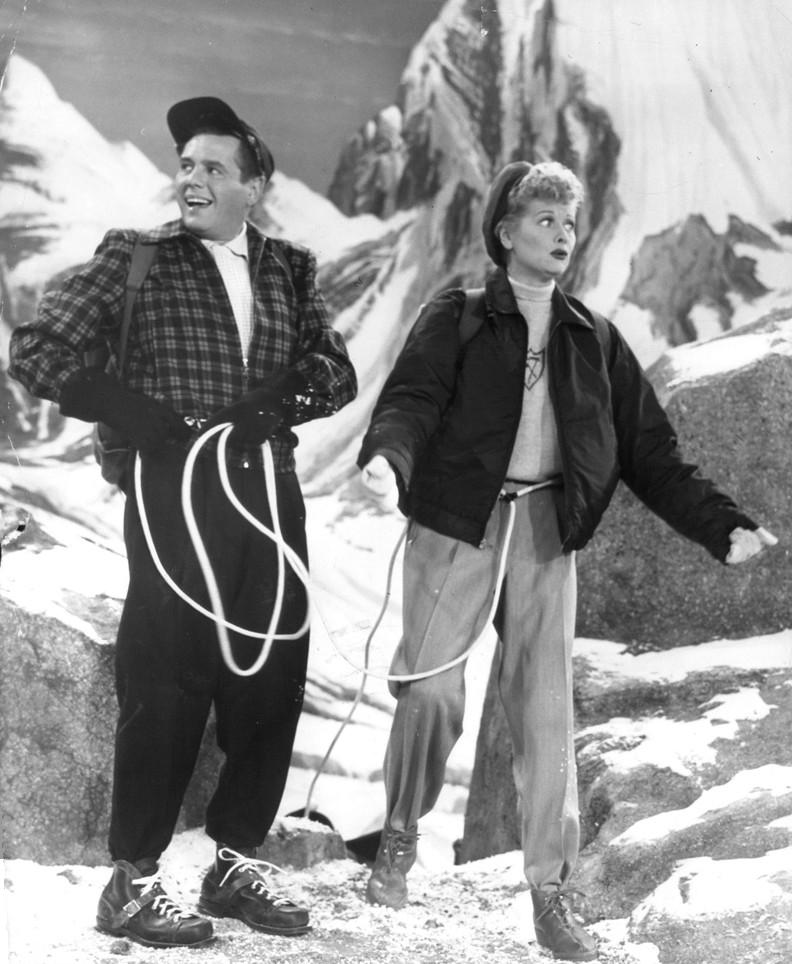
露西和里奇在1956年度假时在阿尔卑斯山爬山。

露西的丈夫里奇·里卡多是一名很有前途的歌手及乐队队长，他是美籍古巴人，生性易激动。他的耐心常被露西的滑稽动作所挑战，被激怒时他经常转而快速地说西班牙语。他不太对露西透露他的过去或家庭状况。里奇的母亲曾在两集中出现。露西提到过他有五个兄弟。里奇还说过他实际上是由他的叔叔阿尔伯特 (在里奇一家去古巴时出现)抚养长大。里奇还曾就读于哈瓦那大学。
在1957年播放的“露西乘船游览哈瓦那(Lucy Takes a Cruise to Havana)”一集中穿插着倒叙的片段，这些片段详尽地描述了露西和里奇如何初识以及里奇如何来到美国。根据报纸专栏作家赫达·哈勃(Hedda Hopper)所记录的信息, 这对情侣1940年在露西和默茨夫妇在哈瓦那度假时相遇。 尽管里奇有大学文凭并且精通英语,在剧中他却成了一个在码头接送游客的出租马车车夫。他是露西雇佣的导游之一，两人相遇后坠入爱河。巧合的是流行歌手鲁迪·瓦勒(Rudy Vallée)也在船上。于是露西给里奇安排了一次试镜，里奇通过并成为了瓦勒的管弦乐队中的一员。因此，他和露西、默茨夫妇一同乘船回到美国。 据露西说，里奇后来在加入泽维尔(Xavier Cugat)的乐队之前，仅在瓦勒的乐队表演过一晚。

### 默茨夫妇

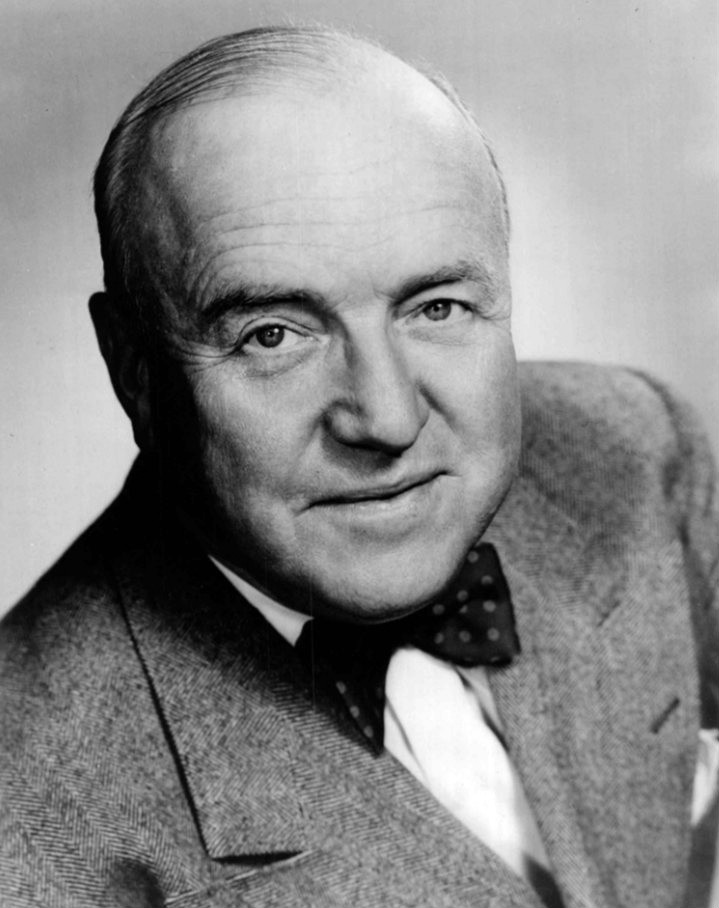
威廉·弗拉里, 1951

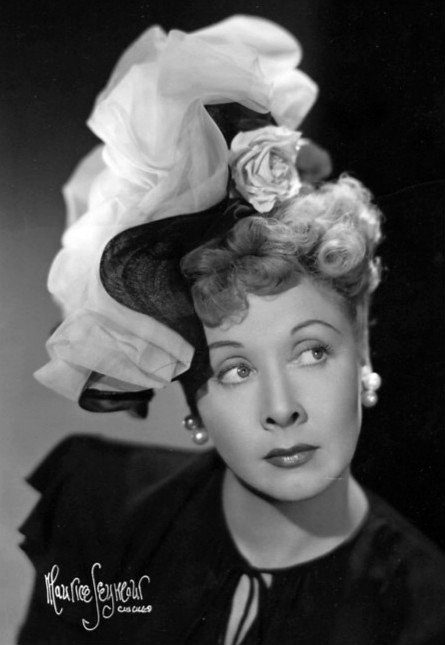
薇薇安·范斯, 1948

露西通常和她的密友爱瑟儿·默茨一起出现。爱瑟儿来自美国新墨西哥州的阿尔伯克基(Albuquerque, New Mexico),她曾是一位模特，因此她试图通过歌舞剧表演重现昔日的辉煌。里奇则是更希望爱瑟儿能在他的夜总会表演,因为她有露西所不具备的歌舞能力。
爱瑟儿的丈夫弗里德参加过一战，经历过大萧条。他对钱很小气，是一个性情暴躁而又严肃的人。 然而,他也可以成为一个心地柔软的人,尤其是和小里奇在一起的时候。 弗里德也可以唱歌跳舞,他经常与爱瑟儿表演二重唱。
在搬到康涅狄格州的韦斯特波特(Westport, Connecticut)之前，他们都住在曼哈顿大楼内。而他们的地址曼哈顿上东区东68号街623号(623 East 68th Street, on the Upper East Side of Manhattan)是虚构的。因为这条延伸至伊斯河(East River)的大街总共只有五百多号。
和《我最爱的丈夫》一样，《我爱露西》的编剧需要一对老年夫妇出演。在《丈夫》一剧中，老牌演员盖尔·戈登（Gale Gordon）和碧·贝纳德雷（Bea Benadere）分别饰演了鲁道夫（Rudolph）和艾瑞斯·阿特伯里（Iris Atterbury）。鲍尔最初希望两人都在《我爱露西》中出演角色，但开拍时，贝纳德雷正拍摄《乔治·彭斯和格雷西·艾伦秀》，而戈登则与哥伦比亚公司签约在先，拍摄《我们的布鲁克斯小姐》的广播和电视版本。最终，两人因档期排不开而无法出演。
为默茨（这个姓氏取自于《露西》的编剧曼德琳·普小时候在印第安纳波利斯（Indianapolis）认识的一个医生）夫妇的角色挑选合适的人选是一个挑战。鲍尔起初想让詹姆斯·格里森（James Gleason）扮演弗雷德·默茨，但格里森提出了每集片酬3500美元的高昂要求。64岁的比尔·弗拉里是一个经验丰富的杂耍演员兼电影演员，曾拍摄过上百部电影，弗拉里饰演的机会本来很小，直到他亲自给鲍尔打电话询问是否有适合的新的演出机会才被纳入考虑范围。鲍尔只是在雷电华工作的那段时间对弗拉里有简单的了解，于是把他推荐给了阿纳兹和哥伦比亚公司。哥伦比亚公司有些犹豫，担心他会因为饮酒过度而耽误现场表演。尽管如此，阿纳兹仍然看看中弗拉里，并为他能饰演该角色大力游说，甚至让《露西》的编剧将默茨一角改写为经济上不太成功、更加小气的形象（与盖尔·戈登饰演的阿特伯里形象截然相反）以更加贴合弗拉里本人形象。最终，CBS同意了，前提是以合同的形式约束弗拉里在拍摄期间保持完全的清醒。据说，如果他超过一次在醉酒的状态下拍摄就会被解雇。事实上，在《露西》拍摄的9季当中，弗拉里一次也没有因为饮酒而影响表演。之后，阿纳兹成为了弗拉里为数不多的几个好友之一。
考虑让谁饰演爱瑟儿·默茨时，一个选择是露西的好友芭芭拉·贝培（Barbara Pepper）。她俩认识了很久，早在1933年，贝培就作为高德温女孩的成员与露西一起来到好莱坞。露西非常希望贝培饰演，但哥伦比亚公司因为她有严重的酗酒问题而拒绝了。尽管如此，贝培还是在节目中出演了少量部分。《我爱露西》导演马克·丹尼尔斯的推荐了薇薇安·范斯。50年代初，丹尼尔斯在纽约百老汇曾与范斯有过合作。范斯当时已经是一名成功了舞台明星，在百老汇演出了将近20年，演出了各种戏剧。50年代末她移居到好莱坞后出演过两部影片。但直到1951年，范斯在好莱坞依然默默无闻。当时，范斯正在出演剧目《海龟的声音》 （The Voice of the Turtle），阿纳兹和杰斯·奥本海默去看了她的表演，在现场邀请她出演《我爱露西》。范斯起初不愿意为了电视节目而放弃电影和舞台表演，但最终丹尼尔斯说服她相信这将会是她事业的转折点。但鲍尔对范斯的出演表示担心，因为范斯年龄跟她相差无几，魅力远远超过了爱瑟儿——她理应是年老的家庭妇女形象。鲍尔深信好莱坞的格言：剧中只能有一位美女——作为女一号，理所当然是鲍尔。但范斯的表演给阿纳兹留下了深刻的印象，他决定用她。最后的决定是，范斯通过过时的着装以减少魅力。
在最初的拍摄中，鲍尔和范斯的关系顶多算是不冷不热。有一次，范斯因为认为不合适在节目中为喜剧效果而使用“疯狂”一词而拒绝使用，所以鲍尔开始在摄制中更多的使用“疯狂”一词，甚至是在剧本中没有出现的时候。意识到范斯不具有威胁性，并且非常专业，鲍尔对范斯变得友好起来，之后两人成为了终生好友。在《我爱露西》结束后，鲍尔还邀请范斯出演她的新剧《露西秀》。
范斯和弗拉里在荧幕之外的关系就不那么好了。即便如此，他们总是专业地呈现精彩的表演。实际上，现实中两人的恶劣关系反而使他们荧幕上的婚姻更加有趣。弗拉里嘲笑范斯的表演“糟糕至极”。据说，比弗拉里小23岁的范斯不能认同爱瑟儿与一个老得可以做爸爸的男人结婚，并抱怨弗拉里的唱歌和跳舞技巧大不如从前。在整个拍摄期间，弗拉里和范斯关系敌对。
1957年，《我爱露西》被改编成长达一小时的节目。这个节目本来叫《露西尔·鲍尔-德西·阿纳兹秀》，是《威斯丁豪斯-德西露剧场》（Westinghouse Desilu Playhouse）系列的一部分。长达一个小时的《露西尔·鲍尔-德西·阿纳兹秀》将与其他一个小时长度的《威斯丁豪斯-德西露剧场》每月轮换。新系列将更大力度的让大牌明星客串。尽管默茨的角色在新剧中继续，但戏份有所减弱。弗拉里觉得工作量减少还行，但范斯有些反感这种变化。非常尊重范斯的阿纳兹于是提议从《我爱露西》中拆分出来做《梅茨夫妇》，由弗拉里和范斯主演。弗拉里热情高涨，对于他来说，这是一个有利的机会。但由于种种原因，范斯拒绝了，其中最大的原因是，她觉得和弗拉里在合唱表演中很难合作，所以两人在自己的系列中也可能很难合作。范斯还觉得缺少了里卡多夫妇的出演，默茨夫妇的角色将会失色不少。尽管已经取得了巨大的成功，范斯并不满足与扮演爱瑟儿，而是对更加有魅力的角色感兴趣。在《德西-露西一小时》的13集节目期间，范斯能够有更多的机会使自己看起来比爱瑟儿更迷人，这是在《我爱露西》的剧集所不允许的。在范斯拒绝出演节目后，弗拉里加深了对范斯的厌恶。戏外两人更是很少交流。
几年之后，范斯出演《露西秀》 ，弗拉里出演《我的三个儿子》。这两场节目在相邻的摄影棚拍摄。弗拉里经常在范斯彩排的时候，让儿子开范斯的玩笑。据有人回忆说，1966年范斯得知弗拉里去世时，高呼庆祝。

### 怀孕及小里奇
在拍摄之前，露西和德西得知露西再次怀了第一个孩子露西·阿纳兹（结婚初期，露西多次流产之后）。剧中拍摄了很多真实的情节，却并没有提及怀孕，因为哥伦比亚公司认为谈论怀孕不太好，而且，广告公司也告诉德西不要去展示孕妇。第二季中，露西怀了第二个孩子小德西·阿纳兹。这一次，怀孕被纳入故事情节之中。
哥伦比亚公司不许《我爱露西》使用“怀孕（pregnant）”一词，所以“期待（expecting）”替而用之。1952年12月8日，"露西怀孕了（Lucy Is Enceinte）"首播 （Enceinte是法语，意为怀孕。节目从来没有播放过剧集的名称）。“露西去医院”——露西生孩子的那集，于1953年1月19日首播。为了宣传这一集，首播时间的选择与露西尔·鲍尔在现实生活中剖腹产生小德西的日子重合。比起其他电视节目，更多美国观众选择看“露西去医院”，收视率达71.7%，位列榜首。
和一些节目让婴儿在短时间内瞬间长大成人不同，《我爱露西》让小里奇与现实成长同步。在1952-1953季度，里奇是一个婴孩，1953-1956他蹒跚学步，最后1956-1960成长为适龄儿童。5个演员扮演了该角色，两对双胞胎，之后是基斯·希伯杜克斯（Keith Thibodeaux）。
杰斯·奥本海默在自传中写道，决定这个孩子的性别刚开始比较棘手。编剧起初想的是男孩，因为觉得男孩能够产生更多搞笑的台词。确定之前，奥本海默询问了德西的意见。德西想要男孩，有可能是因为他觉得这可能是他和露西拥有男孩的唯一的机会。所以，无论鲍尔的孩子真实性别是什么，露西·莉卡多都将是一个男孩。

## 精彩剧情
大部分剧情发生在里卡多夫妇在东六十八大街上的公寓和在市中心那所里奇被雇用的“热带（Tropicana）”夜总会中。也有一些发生在城中其他的地方。在后面的一些剧情中，因为里奇要去拍电影，里卡多和默茨夫妇一起去了好莱坞。他们还和里奇的乐队一起去了欧洲大陆。这两对夫妇还一起去了迈阿密海滩度假，并顺便去了里奇的老家古巴。最终，就像那个年代其他数以百万计的美国人般往乡村一样，他们搬到了康涅狄格州的韦斯特波特。
以下是一些特别难忘的精彩片段：
“露西拍广告(Lucy Does a TV Commercial)”（首映于1952年5月2日）：露西被雇出演“维肉疏矿女孩(Vitameatavegamin girl)”，这是为一款富含维生素、肉、蔬菜、矿物质和23%的酒精的保健品做的电视广告。她在彩排过程中越来越沉湎于酒精，但是仍然坚持推广这个产品。最后在现场直播时，她还是搞砸了。2005年10月，在《我爱露西》六十周年特别电视节目中，它被剧迷们投票选为最受观众喜爱的一集。
“换工作(Job Switching)”（首映于1952年9月15日）露西和爱瑟儿得到了在流水线上包装糖果的工作。当一开始她们的上司示范她们如何做的时候，这份工作显得很简单，但是后来传送带的速度越来越快以至于她们根本跟不上。她们疯狂地尝试各种滑稽的方法跟上速度。这个情节在后来被其他人多次模仿。
“露西和超人(Lucy and Superman)”（首映于1957年1月14号）露西想请电视剧《超人历险记》中的主角乔治·里维斯（George Reeves）能参加里奇的生日聚会，但是没成功。于是她自己扮演超人出现在了聚会上，却不幸被困在了公寓窗台上。最后里维斯本人穿着超人服装救下了她。露西得救后却怒火万丈，大喊大叫道：“……在我们结婚的这15年中……”然后超人对里奇说：“你是说你和她结婚15年了吗？”里奇说：“是的，我和她结婚15年了。”超人说：“他们都叫我超人！（要是我是你都不能忍受她……）”在这一集中里维斯都是以超人的身份出现的。

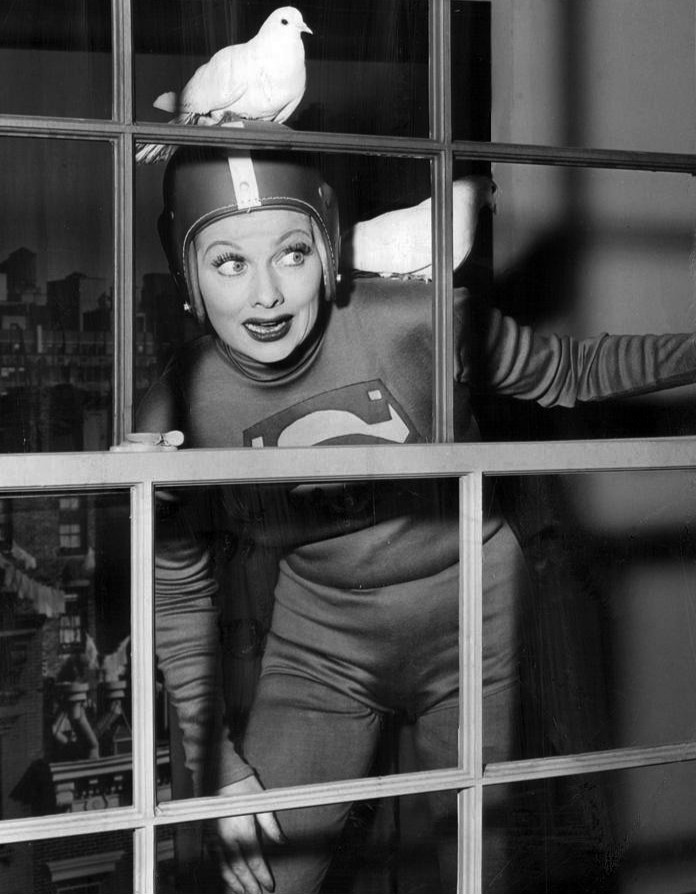
"露西和超人"

“最终，洛杉矶！(L.A. At Last!)”（首映于1955年2月7日）露西，弗里德和爱瑟儿在好莱坞明星常去的“布朗·德比（Brown Derby）”饭店吃饭。紧张的露西不小心让侍者把一个派砸到了影星威廉·霍尔登（William Holden）的脸上。后来在旅馆，里奇为露西准备了一个惊喜——请来了露西最喜爱的演员——而他恰巧就是威廉·霍尔登。露西怕被认出来，就化了妆才去见他。然而，她用来伪装的假鼻子在她点香烟的时候着火了。 据说这是露西尔· 鲍尔最喜欢的一集。
“哈勃·马克思（Harpo Marx）”（首映于1955年5月9日）露西住在好莱坞的时候，有一天卡洛琳·阿普尔（Carolyn Appleby）比来看望她。她以为露西认识很多名人。露西和爱瑟儿让卡洛琳拿掉眼镜，她们俩开始模仿各种名人。这时里奇和弗里德请哈勃·马克思来他们的公寓做客，露西正好在模仿哈勃，她吓得躲到厨房里去了。哈勃看到露西模仿自己的时候以为看到了倒影，被吓懵了。他后来坚持让露西模仿他。这一集是向哈勃和格鲁奇（Grouch）在马克思兄弟（Marx Brother）的经典喜剧《鸭汤》（Duck Soup）中的表演致敬的。
“露西的意大利电影(Lucy’s Italian Movie)”（首映于1956年4月16日）这一集中露西自己决定去拜访当地的一家意大利酿酒厂。当她到达酒厂的时候遇到了一系列不可思议的事情。她被误以为是酒厂的工人并且最后从一个巨大的葡萄酒酒缸中挣扎着逃了出来。
“露西跳探戈(Lucy Does the Tango)”（首映于1957年3月11日）里卡多和默茨夫妇的养鸡生意进行地不顺利。露西和爱瑟儿制定了一个计划来骗他们的丈夫母鸡其实下了很多蛋——她们俩把别处的鸡蛋藏在衣服下面偷运进鸡舍。在一次这样的偷运行动中，里奇突然要和露西排练一下探戈舞。里奇不知道露西衬衫下面全是鸡蛋。这个故事的高潮引发了演播室观众有史以来最长时间的笑声。

## 相关细节

### 片头
最初播放时，每集以动画以阿纳兹和鲍尔的火柴人形开头，指代每集的特别赞助商。排序是由比尔·汉娜（Bill Hanna） 和 乔·巴贝拉（ Joe Barbera）的动画团队设置的.他们拒绝透露信息因为他们跟米高梅签订了独家代理合同。
最初的赞助商是香烟制造商菲利普·莫里斯公司。所以节目开始时，露西和里奇以卡通人物的形象从一堆菲利普·莫里斯公司制造的香烟下面爬过。在前面几集中，露西和里奇，偶尔爱瑟儿和弗里德也在，一起抽着烟出现。露西甚至在1952年5月5日“露西做电视广告”那集中模仿约翰尼·罗维蒂尼（Johnny Roventini）的形象为其打广告。在节目加入了企业联合组织，原先的赞助商不再适合，于是需要新的开头，才有了“绸缎上的心”的经典开头。

### 主题曲
在“露西的最后一个生日（"Lucy's Last Birthday”）一集中，德西·阿纳兹演奏并演唱了这首歌。

我爱露西，她也爱我。

没有一对夫妻像我们这么快乐

有的时候我们也会吵架，但是呢，哈哈哈。。。
 
事后我们都会想尽办法弥补

露西的亲吻无人可比

他是我老婆，我是她男人

我们就像生活在天堂

 因为我爱露西，是的我爱她，她也爱我！

迈克尔·弗兰克斯（Michael Franks）在他1993 的专辑《蜻蜓之夏》（Dragonfly Summer ）中演唱了这首歌。 1970年代，威尔顿大街乐队（Wilton Place Street Band）把它改编为迪斯科版的《迪斯科露西》，并排进了前四十名。

### 播放时间
在它的整个播放过程中，《我爱露西》都是在哥伦比亚广播公司每周一晚九点到九点半播出的。

### 主题电影
阿纳兹和鲍尔·在这部电视剧中大获成功，并接着在1954年文森特·明内里(Vincente Minnelli)的电影《长长的拖车》（The Long, Long Trailer） 中出演了两个很像露西和里奇的角色特蕾西(Tracy)和尼基(Nicky)。另外，在1953年德西露把第一季中的三集编辑后制作了一部新的主题电影，他拍摄了新的情节并把这三集整合成一个完整的故事。然而，米高梅公司要求电影版的《我爱露西》暂缓上映，他们认为这有可能影响《长长的拖车》的收益。尽管电影版《我爱露西》从未在剧院上映并且很快就被忘了，它后来还是被再次发现并且被收录到该电视剧的完整集合光碟中。
1956年露西和德西与詹姆斯·梅森 拍摄了主题电影《永远，亲爱的》（Forever, Darling）。

### 其他细节
很多阿纳兹与鲍尔真实生活中的场景被搬上荧幕。和鲍尔一样，露西·莉卡多 8月6日出生于纽约詹姆斯敦。其他相同之处还有，里卡多夫妇也是在康涅狄格州格林威治的拜拉姆河猎犬俱乐部结婚的，等等。
效仿哥伦比亚公司热剧《我们的布鲁克斯小姐》，《我爱露西》也考虑制作广播节目配合电视剧的播出。1952年2月27日，《我爱露西》的广播节目的样本制作出来，但从来没有播出。

## 后续及相关产品

### 后续节目
在第六季结束后，露西尔和德西决定减少拍摄的数量，但是同时又增加了《我爱露西》每一集时间至一小时。他们把《我爱露西》重命名为《露西尔·鲍尔-德西·阿纳兹秀》，或者说《露西-德西喜剧一小时》。从1957到1960年，一共播出了13集一小时的表演。《我爱露西》的主要演员露西尔·鲍尔, 德西·阿纳兹, 薇薇安·范斯, 威廉·弗拉里和基斯·希伯杜克斯 都出现在节目中。这13集都被制作成为DVD出售并被命名为《我爱露西：最后的第七,八,九季》(I Love Lucy: The Final Seasons 7, 8, & 9.)。在1960年3月2日，也就是德西的生日和最后一集播出的第二天，露西尔·鲍尔 和德西·阿纳兹宣布离婚。在当年的4月1日，这一集公映。这集叫做“露西遇见了小胡子”的结尾，他们很有一个搞笑然而也很动情的吻。最令人伤心的是，当观众看到这一幕的时候他们已经知道这段好莱坞婚姻已经结束了。那一集中的歌曲《都结束了》(That's All)也呼应了这一点。
前面已经提到过，范斯和弗拉里本有机会可以出演属于他们自己的派生剧。弗拉里是很乐意，但是范斯因为和弗拉里相处得不好而拒绝出演。1965年，弗拉里最后的确是在露西秀中和露西尔·鲍尔同台献艺，但是范斯并没有参加，她当时已经不再作为露西秀的常规演员了。然而，这也是弗拉里最后一次和他一生的朋友出现在屏幕上了。他在1966年3月3日在好莱坞死于心脏病，时年79岁。
1962年，露西尔开始拍摄一部长达六年的情景喜剧《露西秀》，随后拍了又一部长达六年的情景喜剧《这是露西》。1974年该剧结束时，她已经是哥伦比亚广播公司的著名情景喜剧演员了。在这两部情景喜剧中，范斯都重新出演了，她的两个角色被称为‘Viv’（《露西秀》中的薇薇安·贝格丽·本森(Vivian Bagley Bunson)和《这是露西》中的薇薇安·琼斯(Vivian Jones)）。据说叫这两个名字是因为她对总是被人在街上叫爱瑟儿厌烦透了。在露西秀的前三季中，她都是以常设人物出现的。后来尽管不再是常设人物，她仍然时不时在这两部剧中友情客串。1977年，范斯和鲍尔在哥伦比亚广播公司的特别节目“露西打电话给总统”中重聚，一同出演的还有盖尔·戈登。
1986年，鲍尔试演了另一部情景喜剧《和露西在一起的生活》。这部剧在美国广播公司播出了八集。尽管首映时收视率非常高，排到了该周尼尔森排行榜的前20名，后来却不得不因低收视率而停播。
《我爱露西》获得了经久不衰的成功。比如，自从商业电视台ITV成立之后，英国的电视节目变得更开放包容。1955年9月，ITV开始播出《我爱露西》，它也是ITV最先播出的美国电视剧之一。2007年7月，也就是《我爱露西》制作播出后将近50年后，它成为洛杉矶地区连续播放持续时间最长的电视剧。此外，现在KTTV频道和KCOP频道分别在周末和工作日播放《我爱露西》，这两个台是两家垄断电视台。就在《我爱露西》开播前几个月，KTTV脱离了附属于哥伦比亚广播公司的地位。该剧亦在特纳广播公司(TBS)（八、九十年代）和其他地方电视台播出过。
TV Land在连续剧播出完之后的2008年12月31日让观众在其网上投票选出最受欢迎的25集。值得注意的是，不像别的电视台仅在一个频道发起评分投票，《我爱露西》一直而且成功地同时在好几个频道播出。美国的Hallmark频道现在正在播放《我爱露西》 。它现在也在澳大利亚的福克斯经典电视台(Fox Classics)播出。
纽约詹姆斯敦的露西尔·鲍尔和德西·阿纳兹中心是一个《我爱露西》纪念博物馆。里面包括露西夫妇在纽约市的公寓的复制品。
歌手扬科维奇("Weird Al" Yankovic)的首张专辑中有一首歌叫里奇(Ricky)，通过模仿汤尼·贝索(Toni Basil)的歌曲米奇(Mickey)，详细列举了《我爱露西》中的情节。
在情景喜剧《70年代秀》的一集的片段中，唐娜(Donna)和菲丝(Fez)分别饰演了露西和里奇，此外瑞德(Red)和凯蒂(Kitty)分别饰演了弗里德和爱瑟儿。

### DVD的发行
2001年夏天开始，哥伦比亚电视台出版社开始按播出的时间顺序发行《我爱露西》的DVD版。那一年发行了一张DVD，包括试播的部分和前3集。之后每6周按播出时间顺序发行1张4集的DVD。到了2002年夏天，变为每张DVD包含5至7集。DVD的发行时如此缓慢以至于他们到2002年6月左右才开始发行第2季的内容。到2003年春天，电视台开始以每张光碟6集第3季的剧情邮寄给订购者。这些光碟都是以同样的样式出版的，这使得发行方在全部发行完后能按季零售。
2003年秋天开始邮售第4季的内容。2004年春天开始以每张6集的速度发行第5季的内容。从2004年夏天开始，该出版社每隔几个月就发行完整一集的DVD。 他们说，先前的订阅者会在此之前收到他们订购的相应集数。而这些订阅者最终在2005年第5集的季版DVD发行之前收到了先前每六周数集发行的全部DVD。自此哥伦比亚出版社就只发行季版的《我爱露西》的DVD了。
哥伦比亚广播公司已经在DVD1区（美国、加拿大、百慕大、美国管辖地区）发行了6季的完全版和《露西-德西一小时喜剧秀》的那十三集（以《我爱露西》的第7、8、9季发行）。还额外发行了珍贵的花絮镜头，德西露/威斯丁豪斯（Desilu/Westinghouse）的宣传片和一些被删镜头，原始的片头和在合并剧情之前有的剧中间歇和直播中出现的演出失误。 这些DVD的包装盒内容都和当初邮购的那些一样。
| DVD名称            | 集数 | 发行日期                               |
| ------------------ | ---- | -------------------------------------- |
| 第一季完整版       | 35   | 2003年9月23日 (重新发行于2005年6月7日) |
| 第二季完整版       | 31   | 2004年8月31日                          |
| 第三季完整版       | 31   | 2005年2月1日                           |
| 第四集完整版       | 30   | 2005年5月3日                           |
| 第五季完整版       | 26   | 2005年8月16日                          |
| 第六集完整版       | 27   | 20065月2日                             |
| 最后的七、八、九季 | 13   | 2007年3月13日                          |
| 全集完整版         | 194  | 2007年10月23日                         |

### 相关商品
鲍尔和阿纳兹授权了很多类型的《我爱露西》的商品。从1952年11月开始，《我爱露西》的玩偶出售。成人睡衣和卧室家具设备也随之生产。

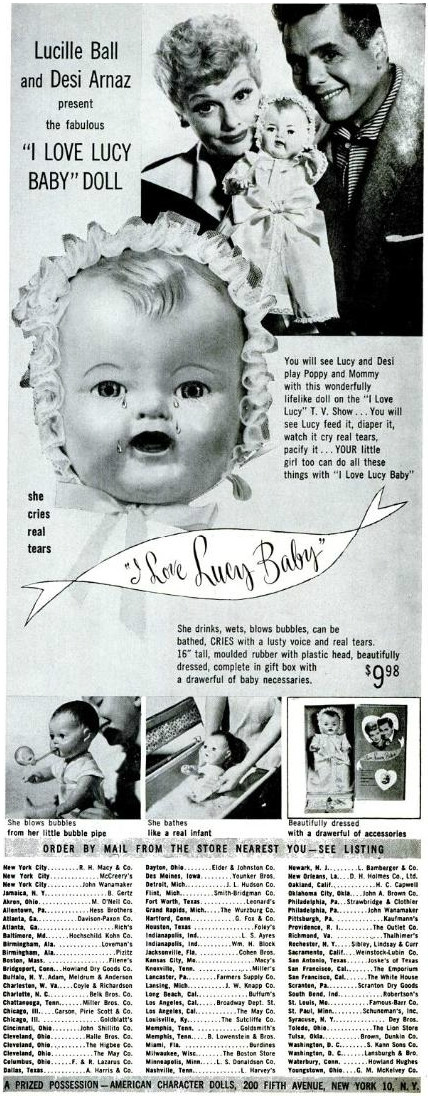
《我爱露西》之玩偶
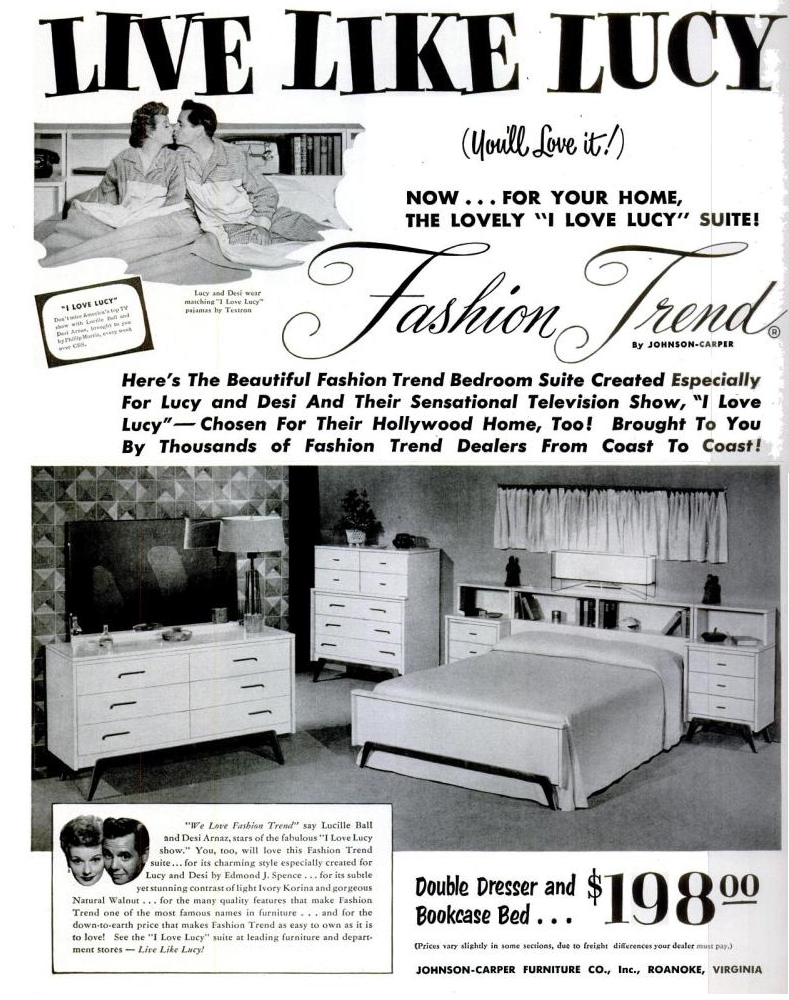
《我爱露西》之卧室家具设
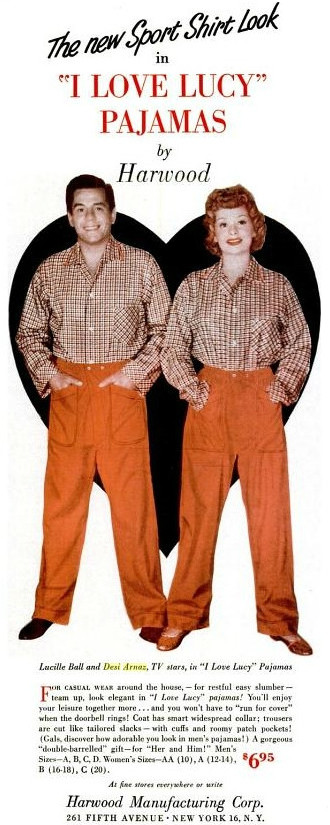
《我爱露西》之睡衣

### 漫画书和连环画
戴尔漫画在1954年至1962年出版过35期《我爱露西》的漫画书，包括有两期尝试用4种颜色。在1952到1955年间，“国王故事片”（King Features）在多家期刊上刊登连环画 （作者为 “鲍勃·劳伦斯”，但实际上是由劳伦斯·纳德尔书写，鲍勃·欧克斯纳绘图）。20世纪90年代初，永恒漫画公司发行重印了连环画，以及戴尔的漫画书系列。

## 荣誉

### 尼尔森排行榜
在它的整个播放过程中，《我爱露西》都在尼尔森排行榜上排名相当高。
注：加粗数字的是最高平均评分。
| 1) 1951-1952 | 3 | 50.9 |
| 2) 1952-1953 | 1 | 67.3 |
| 3) 1953-1954 | 1 | 58.8 |
| 4) 1954-1955 | 1 | 49.3 |
| 5) 1955-1956 | 2 | 46.1 |
| 6) 1956-1957 | 1 | 43.7 |

“露西去医院”这一集首映于1953年1月19日，周一。它的评分高大71.7，这意味着当时的收视率高达71.7%。直到今天为止，该记录也仅被猫王1956年参加的艾迪·苏利文秀（Ed Sullivan）所超越，当时的收视率是82.6%。

### 艾美奖获奖及提名情况

#### 奖项
- 最佳情景喜剧（1953,1954）
- 喜剧类最佳女演员：露西尔·鲍尔（1953）
- 最佳女配角 薇薇安·范斯（1954）
- 连续短剧类最佳女主角 露西尔·鲍尔（1956）

#### 提名
《我爱露西》
- 最佳情景喜剧, 1952
- 最佳喜剧编剧: 杰斯·奥本海默, 曼德琳·普·戴维斯,罗伯特·卡罗尔, 1955
- 最佳情景喜剧, 1955
- 最佳喜剧编剧: 杰斯·奥本海默, 曼德琳·普·戴维斯, 鲍伯·卡罗尔, 鲍伯·席勒, 鲍伯·韦斯科普夫 "最后，洛杉矶！"一集 1956

露西尔·鲍尔
- 最佳男/女喜剧演员, 1952
- 最佳性格, 1953
- 连续剧类最佳女明星, 1954
- 连续剧类最佳女主演 1955
- 最佳女喜剧演员 1956
- 连戏剧类最佳常规女喜剧演员 1957

薇薇安·范斯
- 连续剧类最佳女演员 1955
- 最佳女配角表演 1957
- 连续剧类最佳常规女配角, 1958

威廉·弗拉里
- 连续剧类最佳男配角 1954
- 连续剧类最佳男演员, 1955
- 最佳男配角 1956

### 其他排行
1997年，“露西拍广告”和“露西的意大利电影”分别在“100集最伟大电视剧”排行榜上名列第二和第十八位。
1999年，娱乐周刊把小里奇的出生评为电视剧史上第五最伟大的时刻。
2002年，《电视指南》把《我爱露西》评为五十个最伟大的节目中的第二名，仅次于《宋飞正传》，并超过《度蜜月的人》。按照《电视指南》的专栏作家马特·劳斯（Matt Roush）的说法，当时他们内部就是否要把《我爱露西》评为第一起了巨大的争论。他说，这个排行榜上的主要争议即在于此。
2007年，《时代》杂志把《我爱露西》评为100部最佳电视剧之一，排名不分先后。

## 又见
Character actors favored by Lucille Ball who often played different supporting roles on I Love Lucy, The Lucy-Desi Comedy Hour, The Lucy Show and/or Here's Lucy:
| - Elvia Allman - Hans Conried - Ellen Corby | - Mary Jane Croft - Verna Felton - Gale Gordon | - Charles Lane - Frank Nelson - Burt Mustin | - Barbara Pepper - Richard J. Reeves - Doris Singleton | - Mary Wickes |

## 脚注
1. ↑  . CBS News. 2002-04-26  [2007-10-06]. （原始内容存档于2002-08-02）.
2. 1 2  Poniewozik, James. . Time (Time.com). September 6, 2007  [March 4, 2010]. （原始内容存档于2011-10-11）.
3. ↑  .   [2012-05-08]. （原始内容存档于2013-12-03）.
4. ↑  （《南方周末：剧中人解剖情景喜剧》http://www.southcn.com/weekend/city/200212190052.htm）%5B%5D
5. 1 2  . Time magazine. 1953-01-26  [2008-01-16]. （原始内容存档于2013-05-30）.
6. ↑  Carman, John. . The San Francisco Chronicle. November 7, 2001  [2012-05-08]. （原始内容存档于2011-05-31）.
7. ↑  McClay, Michael. . Barnes & Noble, Inc. 2001: 68.
8. ↑  Bianco, Robert. . USA Today. February 9, 2004  [2008-01-13]. （原始内容存档于2012-06-17）.
9. ↑  . . 第4季. 第27集. 1955-05-09. CBS.
10. ↑  I Love Lucy theme song with less-well known Lyrics （页面存档备份，存于）, YouTube
11. ↑  互联网电影数据库（IMDb）上《Lucy Calls the President》的资料（英文）,
12. ↑  Fryling, Kevin. . UB Reporter (buffalo.edu). 2007-05-27  [2008-02-29]. （原始内容存档于2008-09-08）.
13. ↑  .   [2012-05-08]. （原始内容存档于2021-03-12）.
14. ↑  .   [2012-05-08]. （原始内容存档于2015-05-25）.
15. ↑  Bob Oksner, R.I.P. 的存檔，存档日期2011-06-04.
16. ↑  . TV Guide. 1997, (June 28-July 4).
17. ↑  . Entertainment Weekly. February 19, 1999  [2007-11-27]. （原始内容存档于2014-03-30）.
18. ↑  . TV Guide. April 22, 2005  [2008-01-20].

## 引用
- Joe·Garner (2002). Stay Tuned: Television's Unforgettable Moments (Andrews McMeel Publishing) ISBN 978-0-7407-2693-4
- Andrews, Bart (1976). The 'I Love Lucy' Book (Doubleday & Company, Inc.)
- Sanders, Coyne Steven; Gilbert, Tom (1993). Desilu: The Story of Lucille Ball and Desi Arnaz (William Morrow & Company, Inc.)
- McClay, Michael (1995). I Love Lucy: The Complete Picture History of the Most Popular TV Show Ever (Kensington Publishing Corp.)
- Jess·Oppenheimer; with Oppenheimer, Gregg (1996). Laughs, Luck...and Lucy: How I Came to Create the Most Popular Sitcom of All Time (Syracuse Univ. Press) ISBN 978-0-8156-0584-3